# Consorzio antitubercolare
Il Consorzio Provinciale Antitubercolare (CPA)  era un ente pubblico italiano che gestiva la lotta contro la tubercolosi (TBC).

## Storia

### Prima istituzione
Il primo provvedimento legislativo che istituì i CPA fu il RD del 18 aprile 1918, in piena prima guerra mondiale, su iniziativa di Gaetano Ronzoni. Questi primi CPA erano presieduti dal prefetto, avevano un Comitato Centrale nazionale di coordinamento e non erano diffusi in tutte le Province.

### Seconda istituzione
Mussolini, Capo del Governo e Ministro dell'interno, istituì con la Legge 23 giugno 1927 n° 1276 dei nuovi CPA in ogni provincia e ridisegnò, in accordo con l'allora Ministro delle Finanze, Giuseppe Volpi,  compiti e funzioni su tutto il territorio nazionale. Contemporaneamente con Regio Decreto n. 2055 del 26 ottobre 1927 istituì presso l'Istituto Nazionale Fascista per la Previdenza Sociale, INFPS, l'attuale INPS, l'Assicurazione obbligatoria contro la tubercolosi per i lavoratori dipendenti.
I CPA erano consorzi obbligatori presieduti dal Presidente della provincia a protezione di tutti coloro che non avevano l'assicurazione INFPS. Erano costituiti e finanziati dalle Province e dai Comuni in proporzione al numero dei rispettivi abitanti. 
Tutti gli altri enti che, anche marginalmente, si occupavano di prevenzione e cura della malattia, come gli ospedali sanatoriali, i reparti ospedalieri, le case di cura e le colonie elioterapiche dovevano interagire con i CPA. 
I CPA erano organizzati in Dispensari,  padiglioni e colonie sanatoriali.

### Gli edifici
La sede provinciale del Consorzio, costruita nel capoluogo di provincia, era il Dispensario Provinciale Antitubercolare  mentre le sedi decentrate, situate in altri quartieri della città o in altri comuni, erano le Sezioni Dispensariali. Nel 1938 risultavano censiti sul territorio nazionale 94 Dispensari Antitubercolari Provinciali e 419 Sezioni Dispensariali. Queste ultime potevano avere sede propria come i Dispensari provinciali o essere ospitate all'interno di strutture ospedaliere o ancora, in alcuni casi, si trattava di Sezioni mobili perché si spostavano nel territorio.

### Alcuni primi risultati
L'Istituto Centrale Statistica del Regno d'Italia , l'attuale ISTAT, poté scrivere per il Duce nel 1934 una relazione relativa ai risultati della lotta contro la TBC. Si dichiarava che se nel 1922 morivano di TBC 1399 per milione di abitanti, nel 1931 erano diminuiti a soli 1080 morti per milione.

## Dal 1958 al 1978
In attesa dell'istituzione del Servizio sanitario nazionale i CPA operarono secondo alcuni nuovi provvedimenti, degli adattamenti nominali conseguenti la costituzione nel 1958 del Ministero della sanità. Un esempio è l'art. 1 del DPR n.249 del 1961, che conferma, di fatto, quanto era previsto dall'ordinamento del 1927 .

## Dopo il 1978
Le attività e le competenze dei CPA furono trasferite alla Regioni a seguito dell'istituzione nel 1978 del SSN. Le Regioni adottarono, in tempi e anni diversi,  singole leggi di regolamentazione di questo servizio antitubercolare come , ad esempio in Veneto la Legge regionale 31 maggio 1980, n. 78 o in Molise la Legge Regionale 12 gennaio 1981, n. 3. articolo 6